# Sleipnir
Sleipnir, Slejpnir – ośmionogi koń Odyna, dziecko Lokiego. Sleipnir jest szarej maści, potrafi poruszać się po ziemi, w powietrzu, po powierzchni wody (nie chodzi o pływanie, tylko wręcz chodzenie po tafli wody), a także dotrzeć do Helheimu.
Loki przemienił się w klacz, by odciągnąć od pracy ogiera Swadelfari. Koń ten pomagał swemu panu – wielkoludowi, który zobowiązał się odbudować w ciągu jednej zimy mury Asgardu, twierdzy mającej bronić bogów przed szronowymi i górskimi olbrzymami. Gdyby mu to się udało, otrzymałby w nagrodę Freję. Ostatniego dnia została jeszcze do wstawienia brama. Loki rżeniem zwabił ogiera i uciekł z nim, co zapobiegło utracie przez Azów pięknej bogini. Po jakimś czasie Loki powrócił do Asgardu, prowadząc ośmionogiego siwej maści konia, Sleipnira, i podarował go Odynowi. Sleipnir nigdy nie zawiódł swego pana i wiernie mu służy.